# Babeau-Bouldoux
Babeau-Bouldoux é uma comuna francesa na região administrativa de Occitânia, no departamento de Hérault. Estende-se por uma área de 21,4 km². Em 2010 a comuna tinha 302 habitantes (densidade: 14,1 hab./km²).